# Crotalaria chirindae
Crotalaria chirindae är en ärtväxtart som beskrevs av Baker f.. Crotalaria chirindae ingår i släktet sunnhampor, och familjen ärtväxter. Inga underarter finns listade i Catalogue of Life.